# Нађмагоч
Нађмагоч (мађ. Nagymágocs) је историјски град у северној Мађарској, у жупанији Чонград-Чанад.

## Географија
Место покрива површину од 75,08 km2 (29 sq mi) и има популчацију од 2.985 становника (2015).

## Историја
Његово прво документовано помињање је из  1426. године у облику Магоч. До 1903. године село се звало Магоч. Његов званични назив важи од 1903. године у облику Нађмагоч. Његово име вероватно потиче од првог власника, породице Сентемагоч. Лично име на коме се заснива (Магуч) је изведена именица од мађарске именице „маг” која значи семе. Породица је такође била земљопоседник у Барањској жупанији, пошто су имали истоимено село Магоч, које и данас постоји.

## Демографија становништва
Током пописа 2011. године, 90,7% становника рекло је да су Мађари, 0,8% Роми (9,3% се није изјаснило, због двојног држављанства укупан број може бити већи од 100%). 
Верска дистрибуција је била следећа: римокатолици 31%, реформисани 6,3%, лутерани 1,2%, неденоминациони 45,5% (15,7% се није изјаснило).